# Долинск (станция)
Долинск — железнодорожная станция Сахалинского региона Дальневосточной железной дороги. Названа по одноимённому городу.

## История
Станция открыта в 1911 году составе пускового участка Южно-Сахалинск — Стародубское. В 1926 году после открытия линии Долинск — Макаров станция стала узловой.
В 1995 году в связи с закрытием ветки Долинск — Стародубское станция перестала быть узловой.

## Описание
Станция состоит из четырех путей колей 1520 мм, все неэлектрифицированные. У первого пути расположены низкая посадочная платформа с вокзалом и небольшим грузовым двором. К северу от станции линия пролегает параллельно разобранной ветке на Стародубское, пересекая её по путепроводу.

## Деятельность
По параграфу станция способна осуществлять небольшие грузовые отправления со складов и на открытых площадках, а также продажу пассажирских билетов.
На станции останавливаются все пассажирские поезда дальнего следования, курсирующие по Сахалину (кроме поезда № 001/002), а также пригородный поезд сообщением Южно-Сахалинск — Томари.

## Изображения

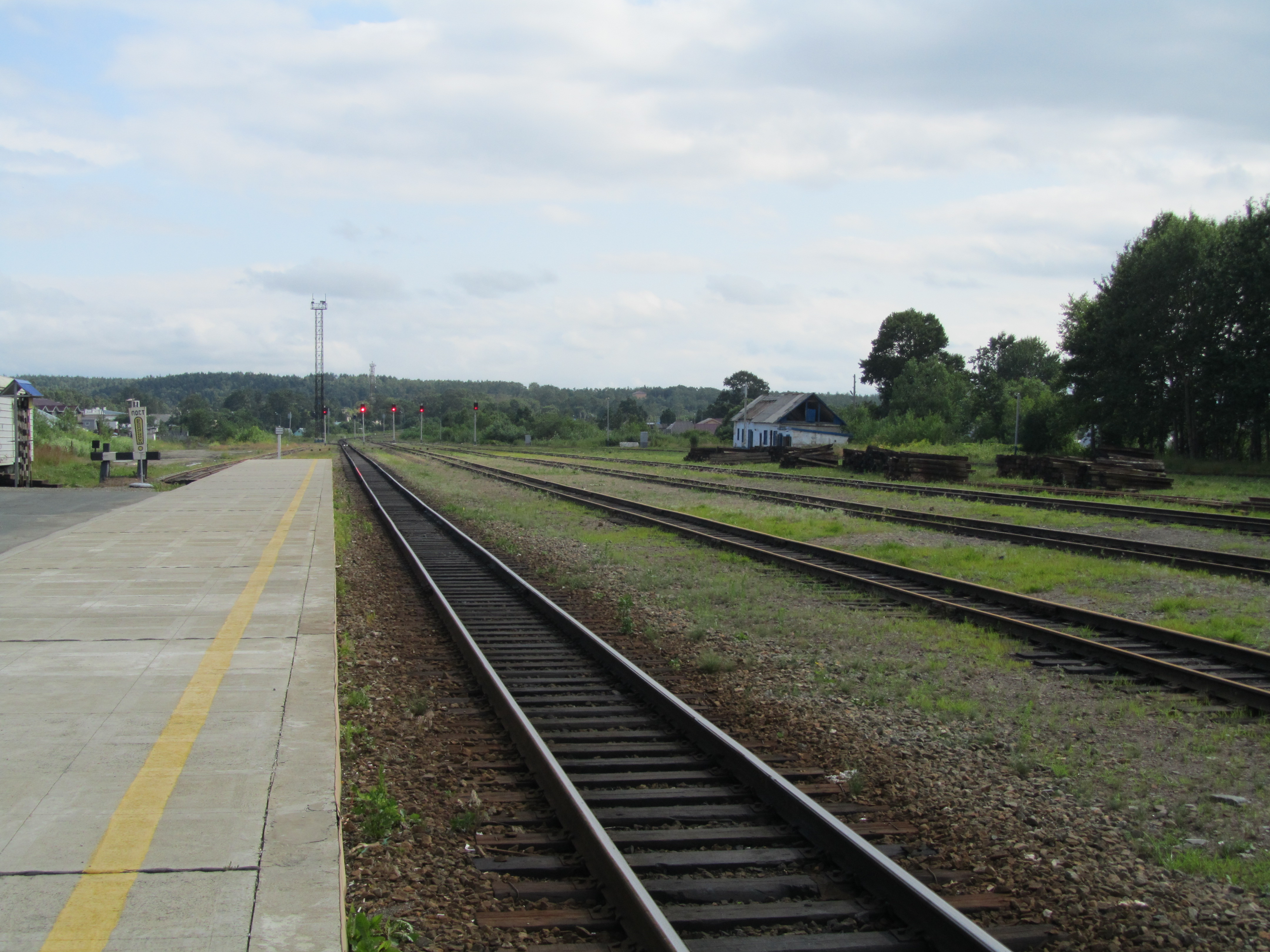
В сторону Южно-Сахалинска
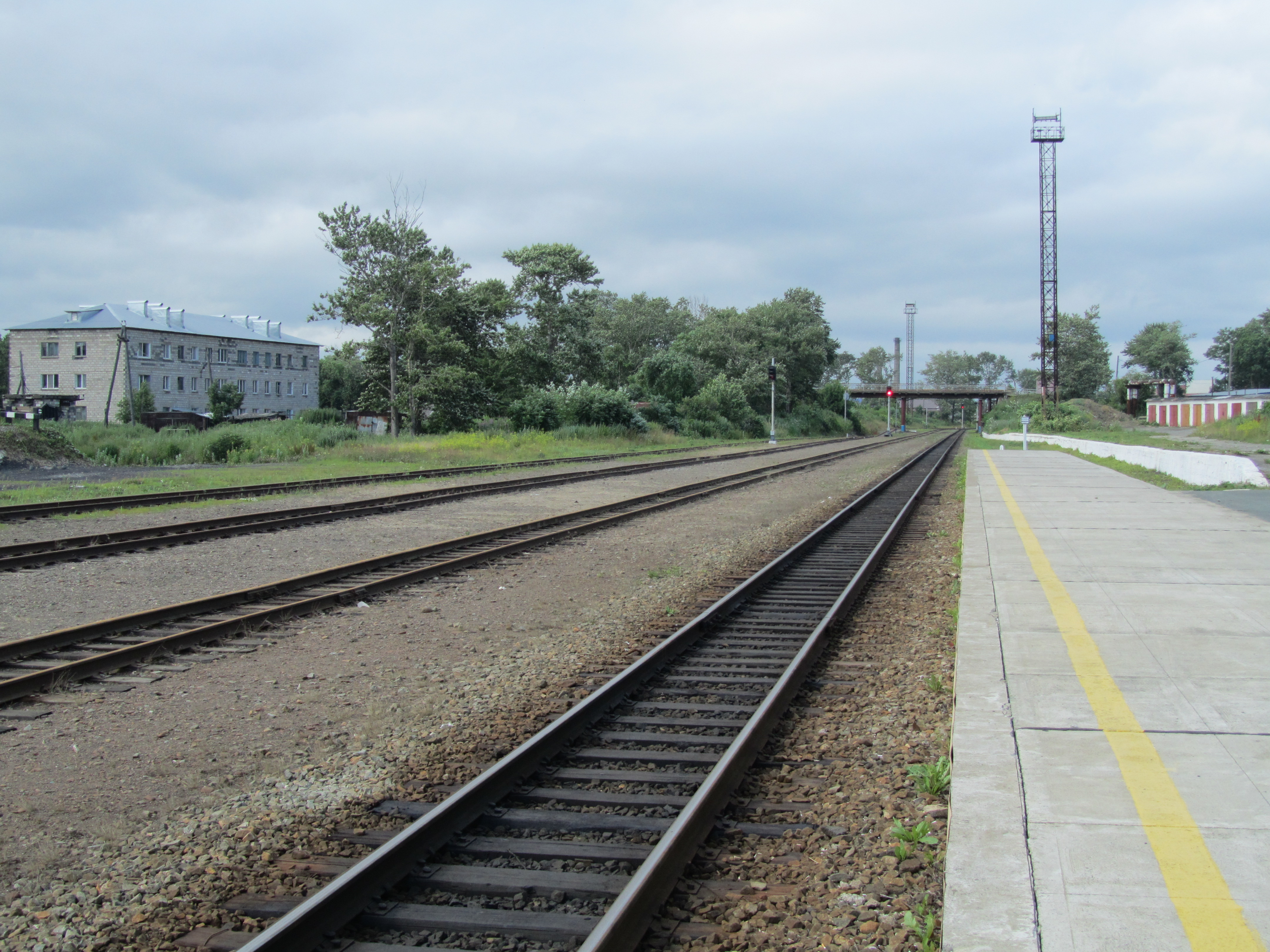
В сторону Ногликов
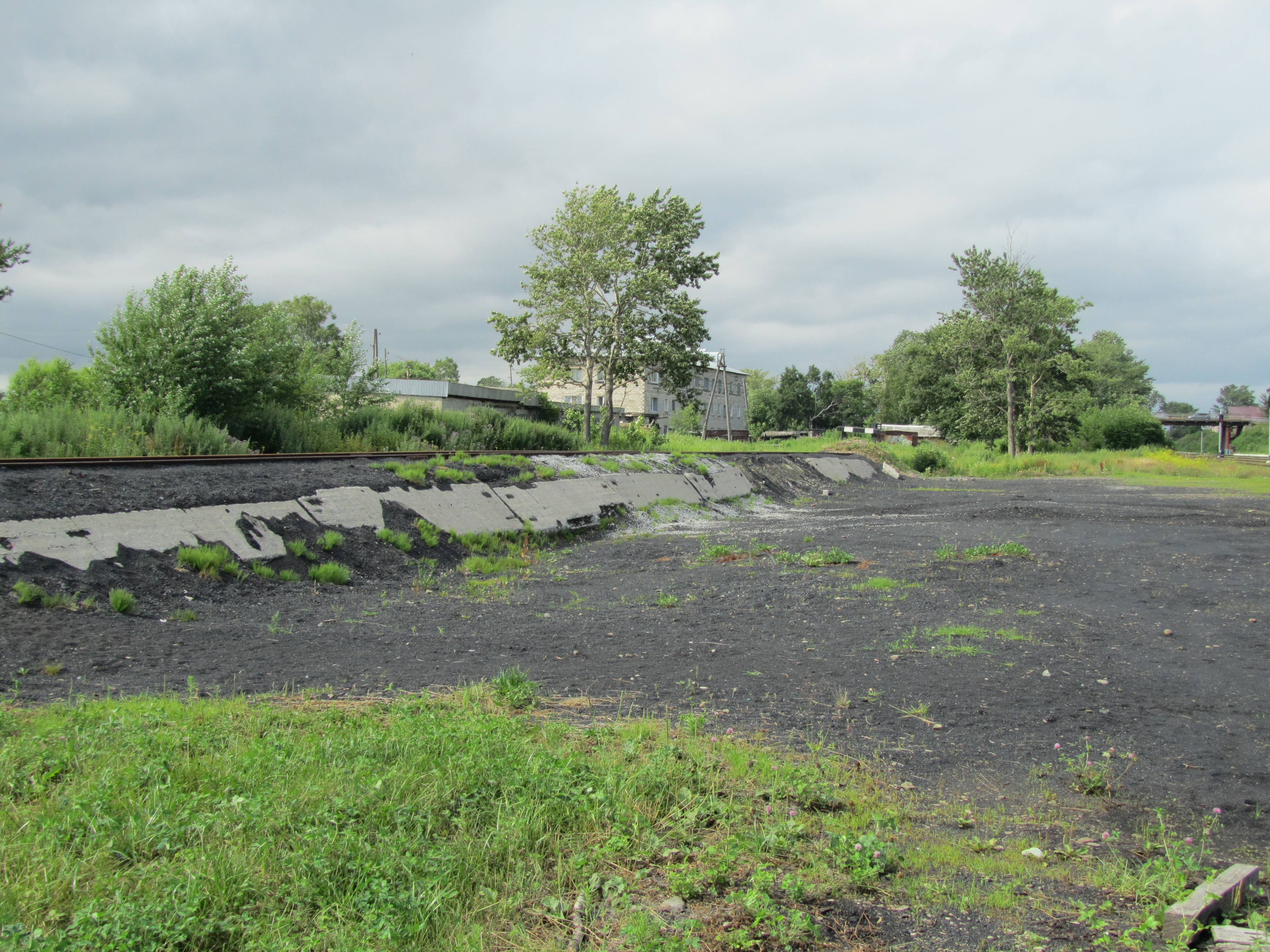
Тупик для разгрузки угля
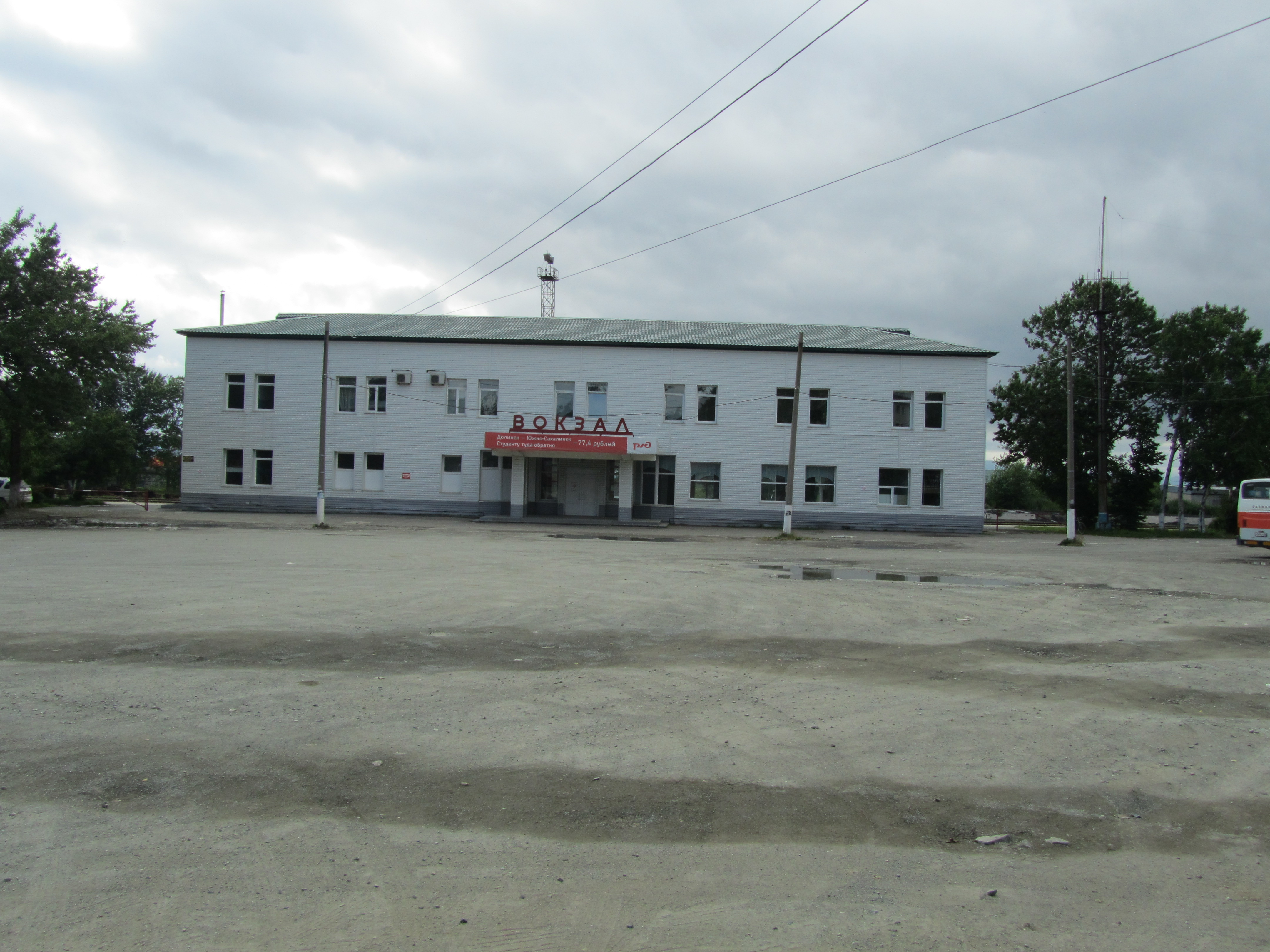
Вид с привокзальной площади
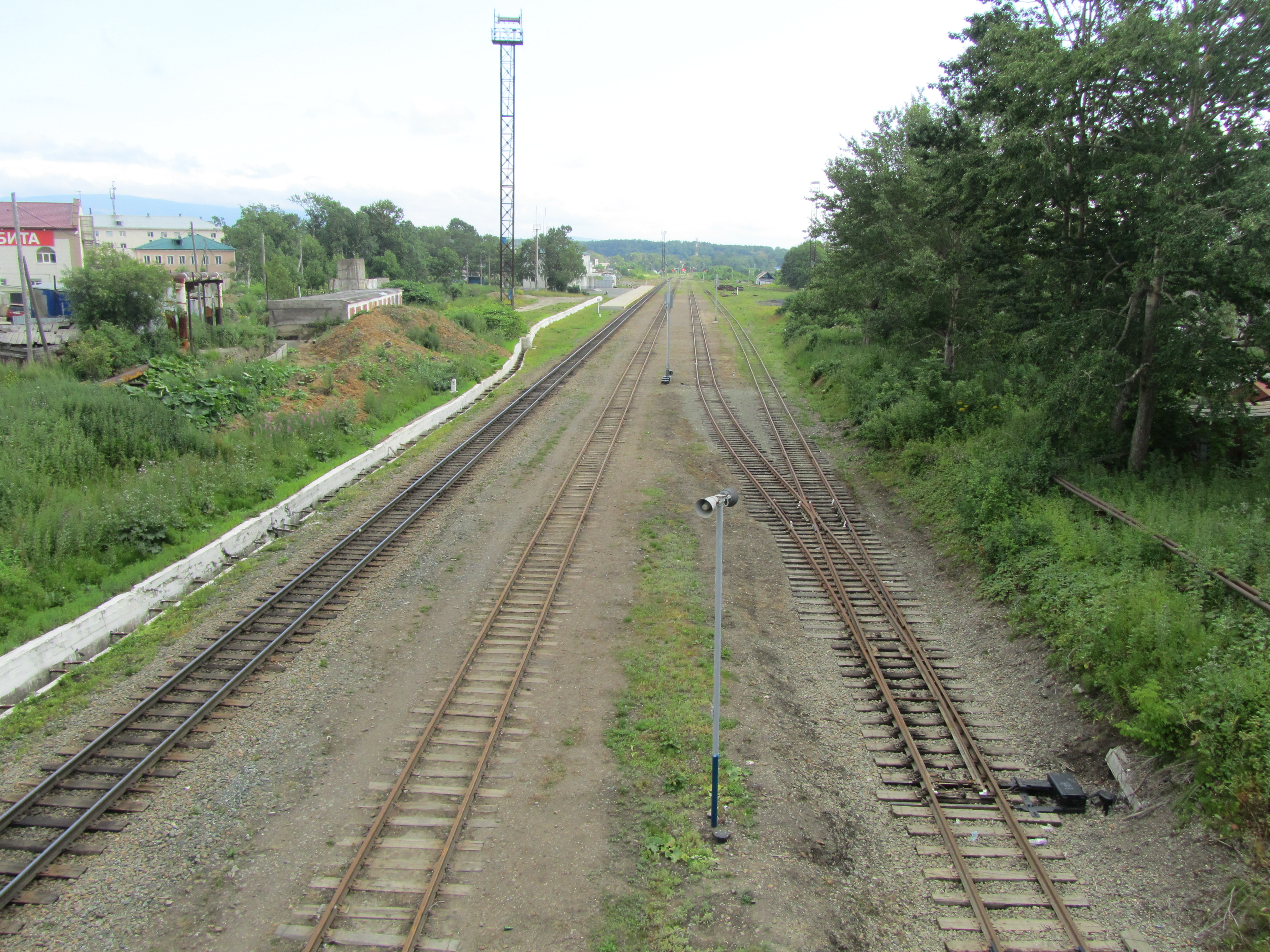
Вид на станцию с автодороги Долинск-Быков